# Chinamada
Chinamada es un caserío del macizo de Anaga perteneciente administrativamente al municipio de San Cristóbal de La Laguna en la isla de Tenerife —Canarias, España—.
Es uno de los núcleos que forman la zona conocida como Las Montañas, que aglutina a la mayoría de los caseríos ubicados en el macizo de Anaga pertenecientes a La Laguna.
Destaca por estar formado por casas-cueva, poseyendo además diversos caminos que facilitan tanto a los habitantes de la zona como al turista el acceso a esta parte de Anaga.

## Toponimia
El término 'Chinamada' con el que se conoce al caserío es de procedencia guanche.

## Geografía
Se encuentra situado a 18,6 kilómetros del centro municipal en la vertiente septentrional del macizo de Anaga, sobre un rellano a unos 600 m s. n. m. entre las elevaciones de Morro Aguaide y La Montañeta, en el interfluvio de los barrancos de La Caldera, La Angostura y del Río.
Posee una pequeña ermita dedicada a San Ramón Nonato, así como una plaza pública y un restaurante. Aquí se encuentra también el mirador de Aguaide.
En sus proximidades destaca la elevación rocosa conocida como Roque de los Pinos, único enclave del macizo de Anaga donde crecen pinos canarios —Pinus canariensis— silvestres.

## Demografía
Chinamada deja de aparecer como entidad independiente en los censos de población a partir del año 1981, al ser englobada junto a otros caseríos bajo el nombre de Las Montañas. Pese a la mejora de las comunicaciones por carretera, el caserío continúa viviendo un proceso de despoblamiento.
| Año        | 2000 | 2001 | 2002 | 2003 | 2004 | 2005 | 2006 | 2007 | 2008 | 2009 | 2010 | 2011 | 2012 | 2013 | 2014 | 2015 |
| ---------- | ---- | ---- | ---- | ---- | ---- | ---- | ---- | ---- | ---- | ---- | ---- | ---- | ---- | ---- | ---- | ---- |
| Habitantes | 175  | 170  | 167  | 160  | 171  | 180  | 186  | 300  | 303  | 300  | 288  | 286  | 288  | 293  | 289  | 284  |

## Historia

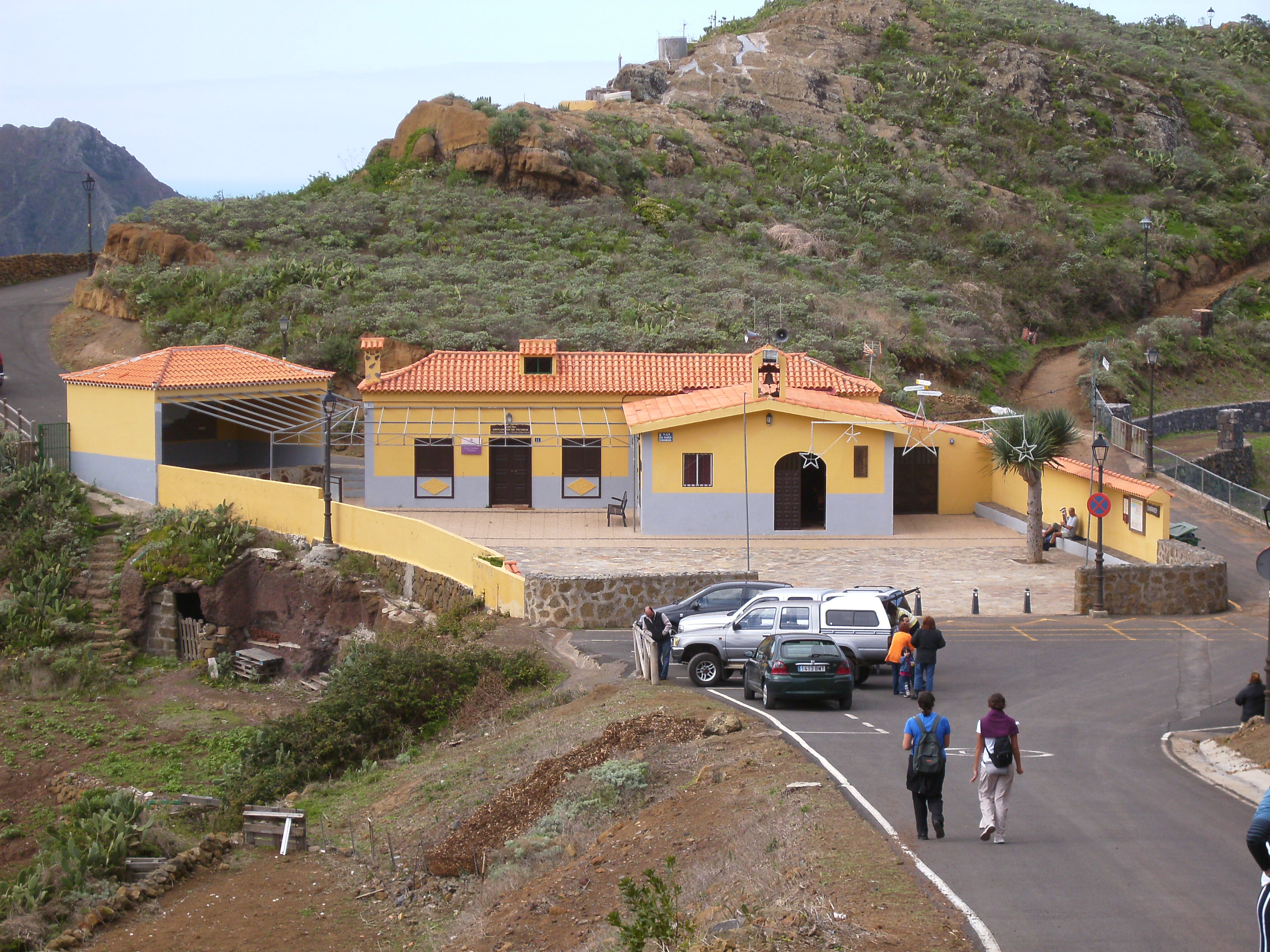
Ermita y plaza de Chinamada.

La zona sobre la que se asienta el caserío se encuentra habitada desde época guanche, perteneciendo al territorio o achimenceyato conocido como Punta del Hidalgo Pobre.
Terminada la conquista de la isla en 1496 por los europeos, la zona fue poblada sobre todo por gomeros que se dedicaban al pastoreo.

Francisco Hara, gomero, vecino. 4 cahíces de sequero que son en Chinamata encima de Aramuygo, bajo de Açadan. Digo que vos do 30 fanegas. 8-VIII-1506.
Las Datas de Tenerife (Libros I a IV de datas originales). Elías Serra Ráfols.

Desde su origen como poblado moderno, Chinamada fue un pago de la Punta del Hidalgo, situación que se mantendría hasta la agregación del lugar de Las Montañas a San Cristóbal de La Laguna en 1847.
De 1950 a 1980 el caserío de Chinamada vivió los efectos del éxodo y la emigración del campo a la ciudad que atravesaba la isla de Tenerife.
La ermita de Chinamada se construyó entre 1988 y 1990.
La pista que da acceso al caserío fue inaugurada en 1992 y asfaltada en 1998.
En 1994 toda la zona pasa a estar incluida en el espacio natural protegido del parque rural de Anaga.

## Fiestas
Chinamada celebra fiestas en honor a San Ramón Nonato en el mes de agosto.

## Comunicaciones
Se llega al caserío por una pista que parte de Las Carboneras.

### Caminos
Por el caserío pasan algunos de los caminos que se encuentran homologados en la Red de Senderos de Tenerife:
- Sendero PR-TF 10 Cruz del Carmen - Punta del Hidalgo.
  - Sendero PR-TF 10.1 Variante de Las Carboneras.

## Galería

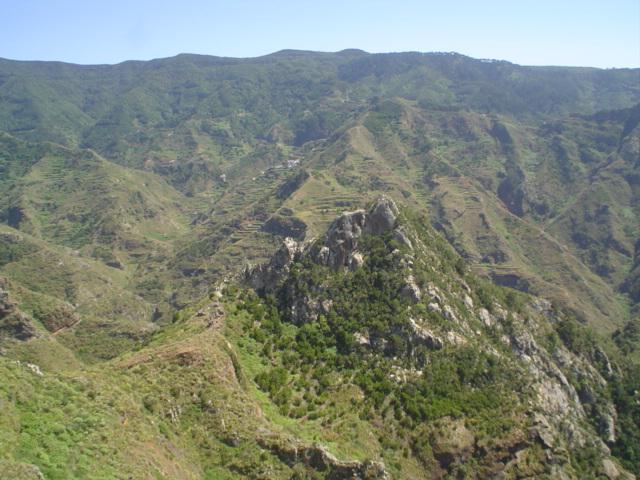
Roque de los Pinos.
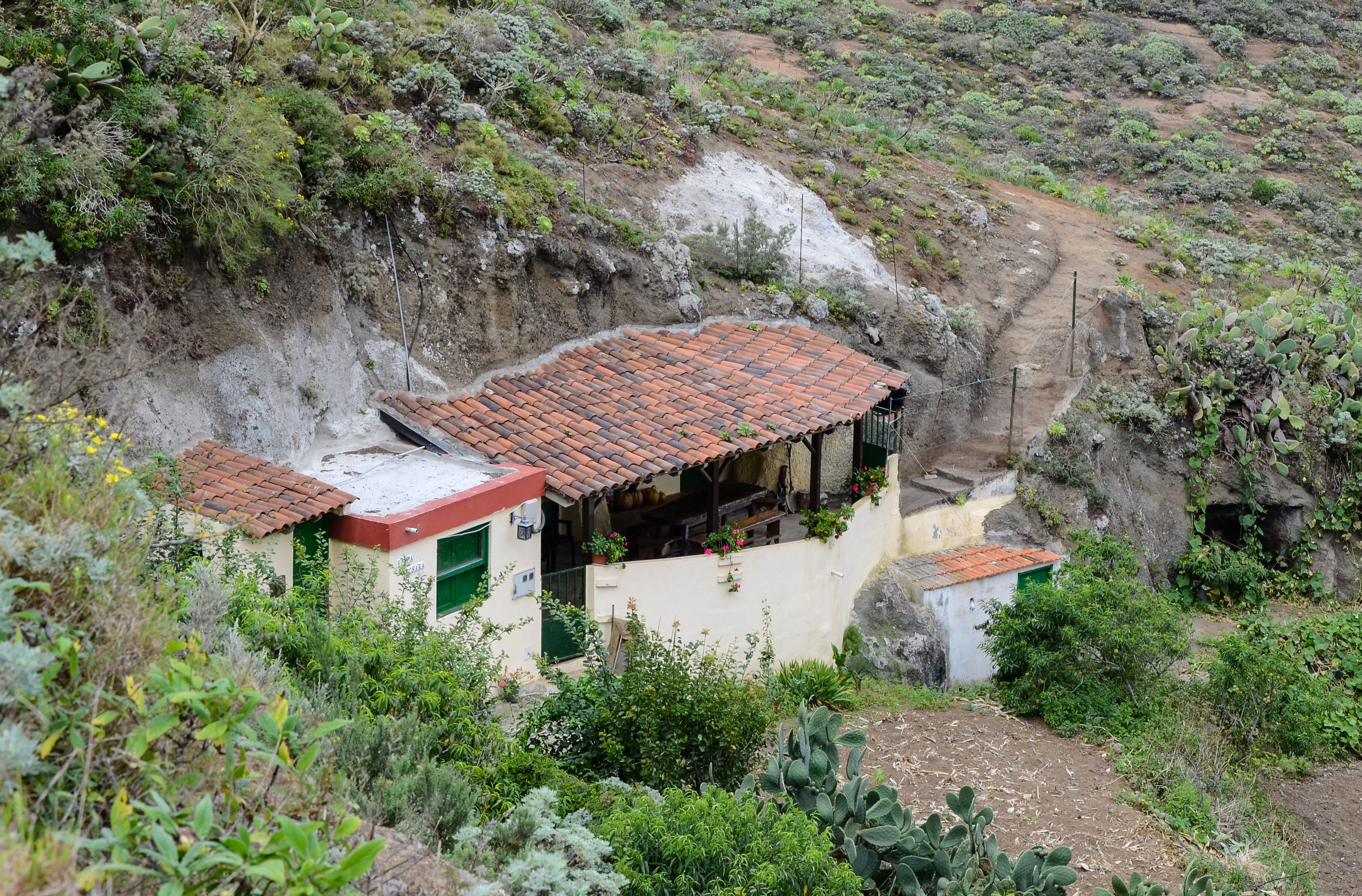
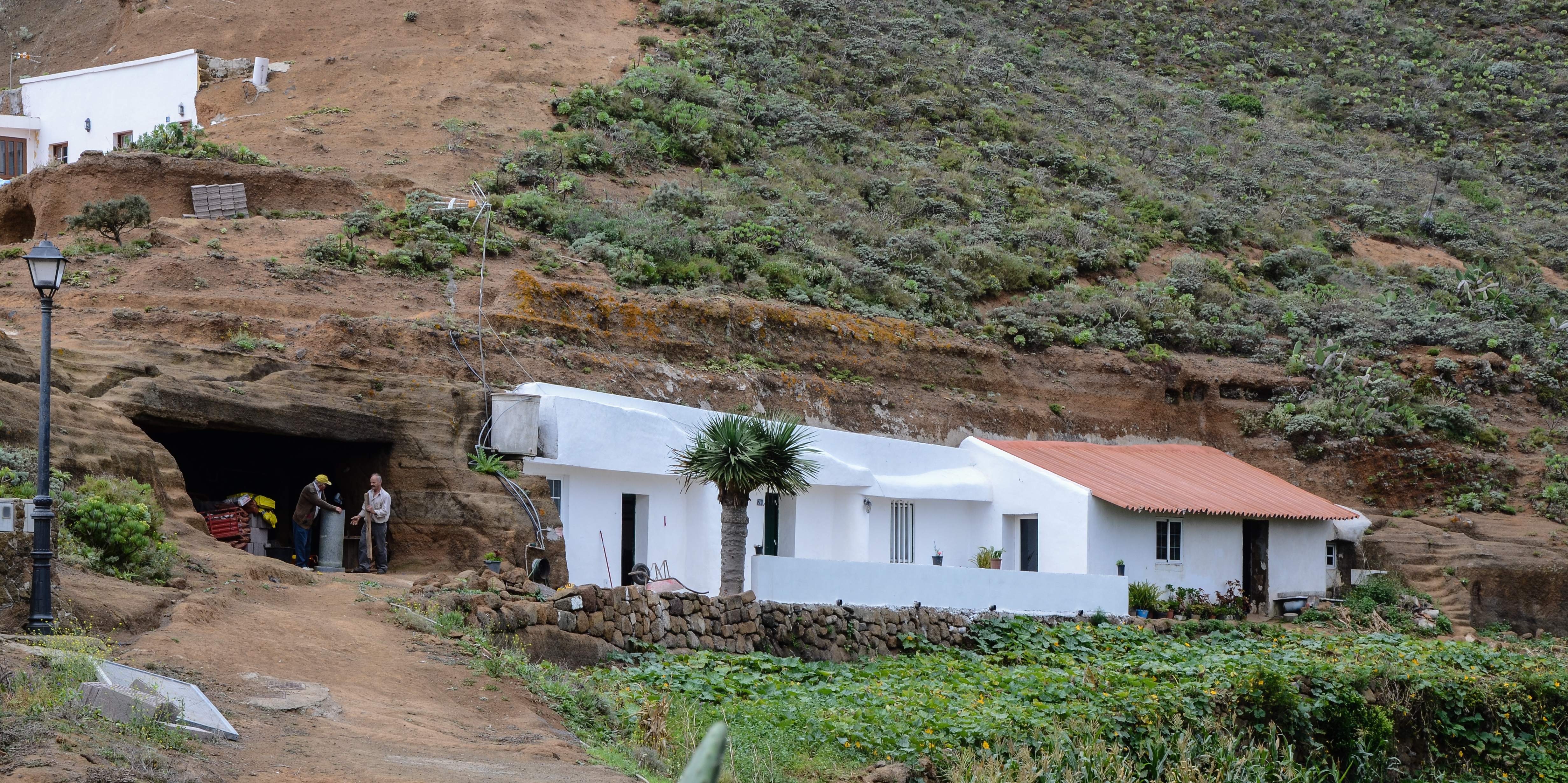
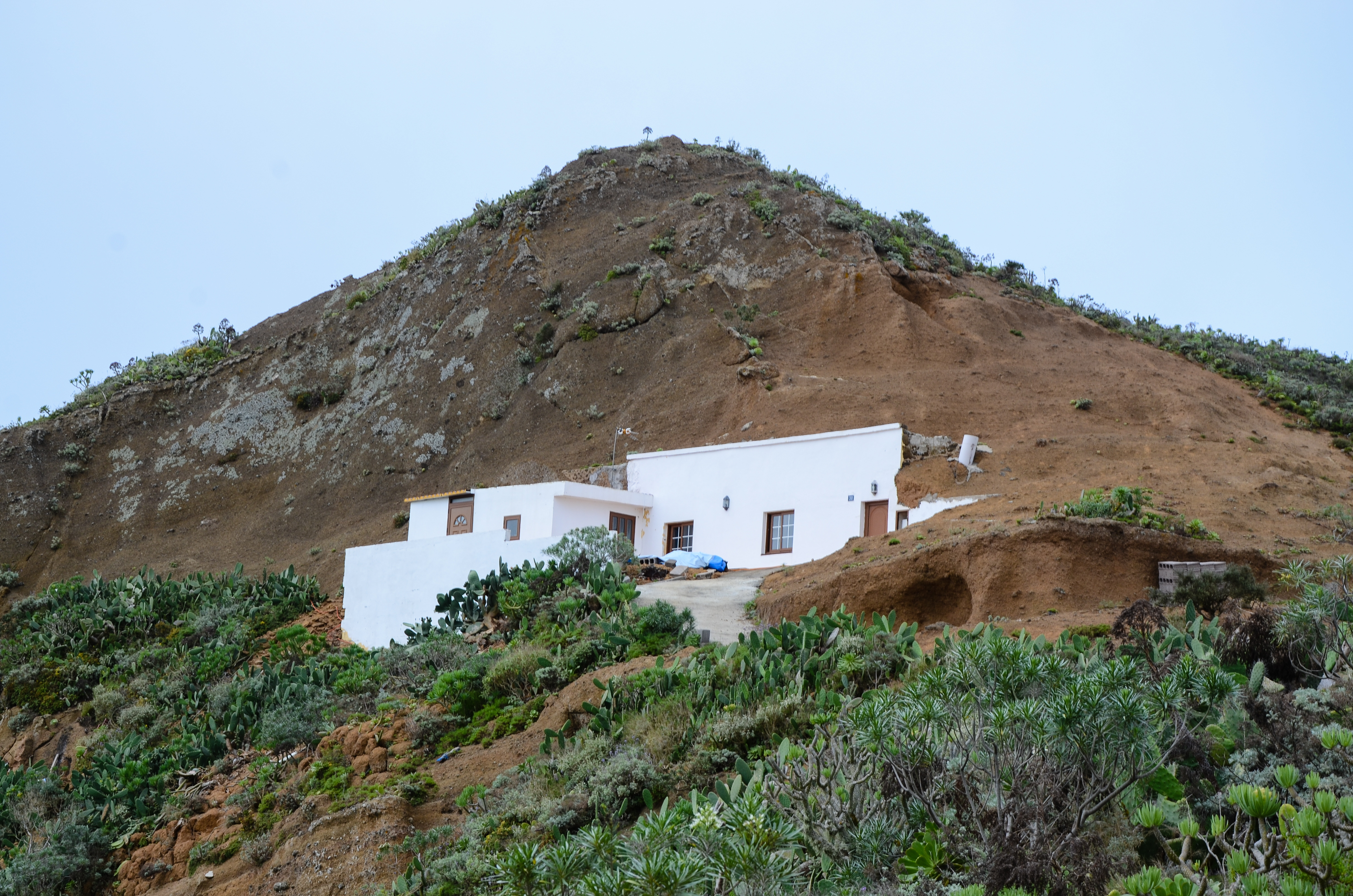
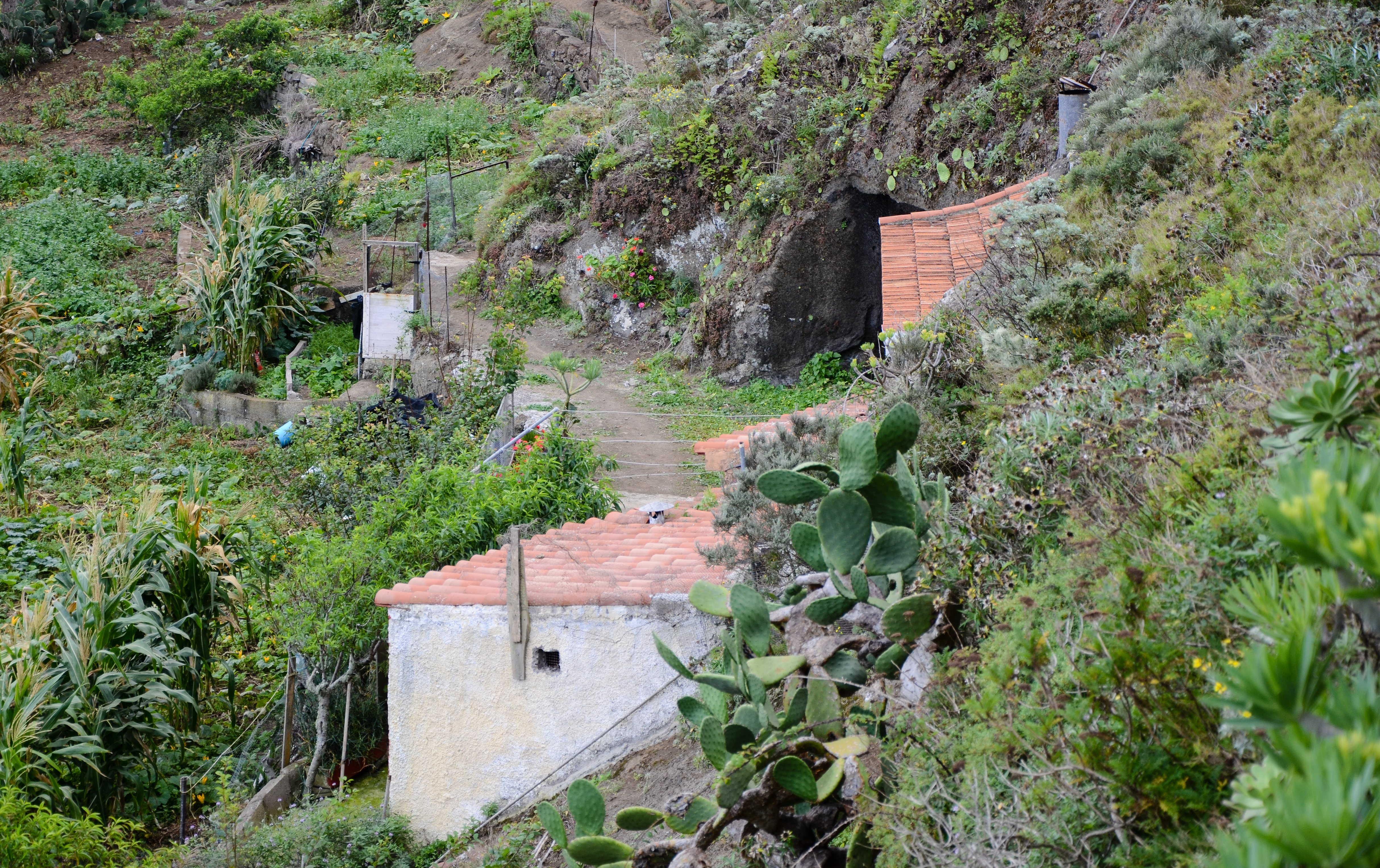
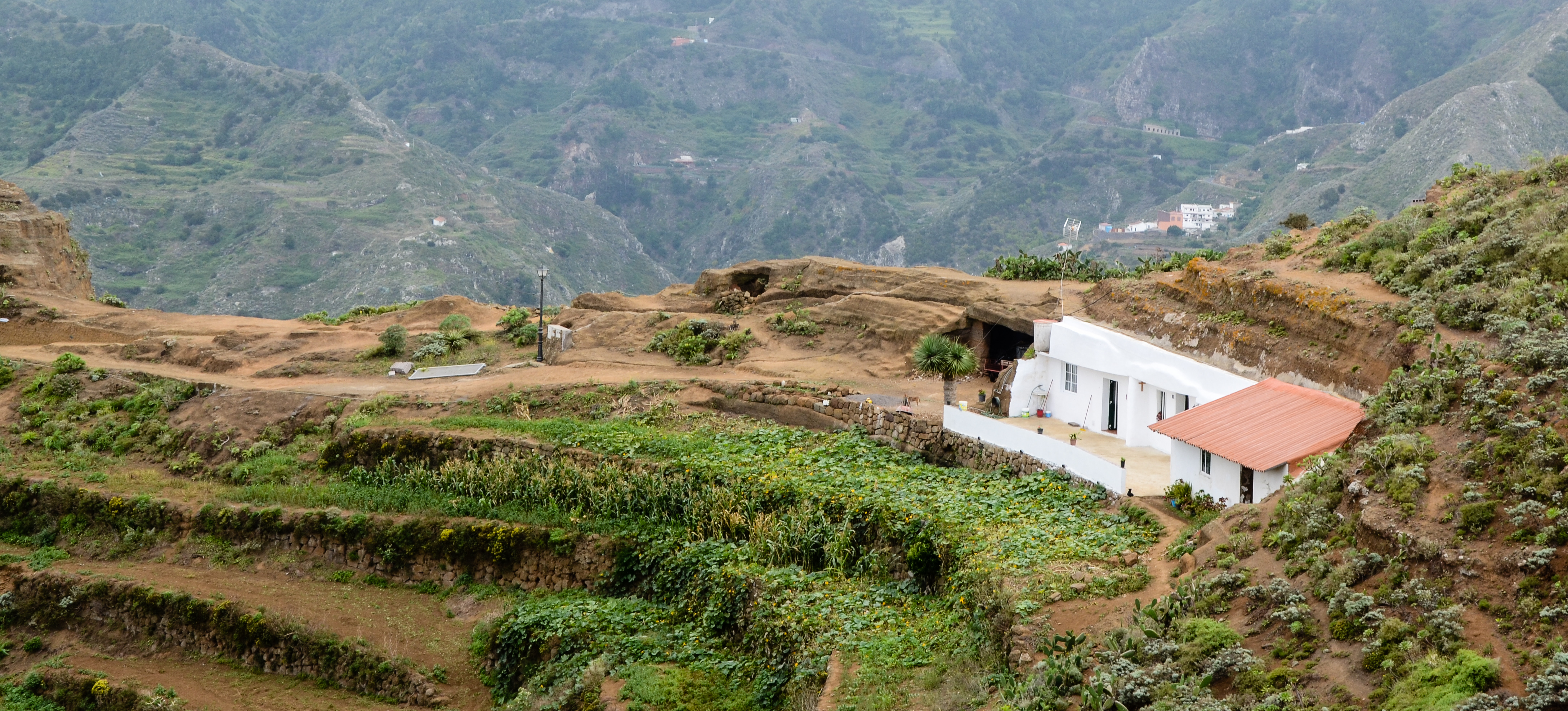
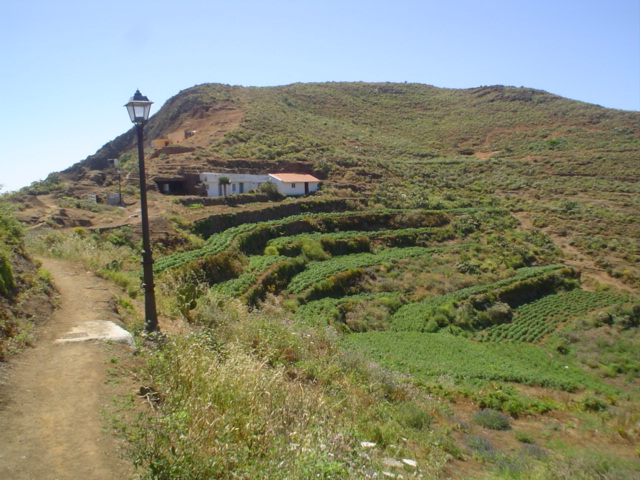
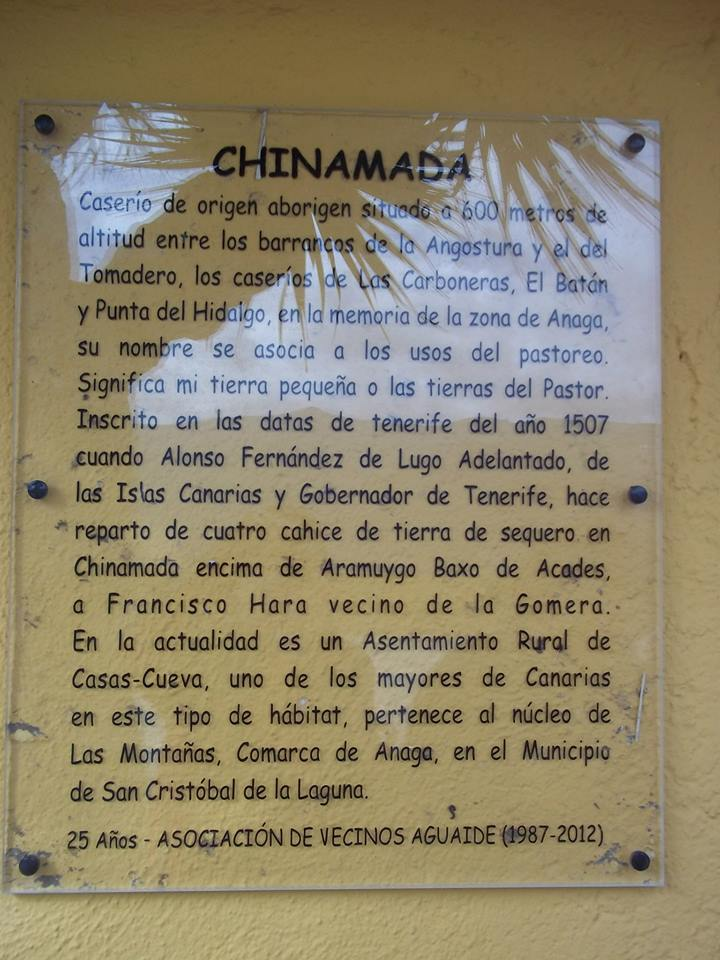